# نيفي سيلز (فيلم)
نيفي سيلز (بالإنجليزية:Navy SEALS)، فيلم أمريكي أنتجت سنة 1990م.

## القصة
تدور القصة حول رجال البحرية الأمريكية يذهبون إلى لبنان، بحثاً عن زعيم العصابة المسلحة الذين يهددون الوجود الأمريكي، فينجح أبطال الفيلم بالقضاء على زعيم العصابة.

## وصلات خارجية
- نيفي سيلز على موقع IMDb (الإنجليزية)
- نيفي سيلز على موقع روتن توميتوز (الإنجليزية)
- نيفي سيلز على موقع قاعدة بيانات الأفلام العربية
- نيفي سيلز على موقع ألو سيني (الفرنسية)
- نيفي سيلز على موقع Turner Classic Movies (الإنجليزية)
- نيفي سيلز على موقع أول موفي (الإنجليزية)
- نيفي سيلز على موقع بوكس أوفيس موجو (الإنجليزية)
- نيفي سيلز على موقع فيلمافينيتي (الإسبانية)
- نيفي سيلز على موقع قاعدة بيانات الأفلام السويدية (السويدية)
- نيفي سيلز على موقع قاعدة بيانات الفيلم (الإنجليزية)